# Lamm Vanda
Lamm Vanda (Budapest, 1945. március 26. –) magyar jogász, jogtudós, egyetemi tanár, a Magyar Tudományos Akadémia rendes tagja. A nemzetközi jog és a nukleáris jog neves kutatója. 1991 és 2010 között az MTA Állam- és Jogtudományi Intézetének igazgatója. 2020. augusztus 1-jétől  a Magyar Tudományos Akadémia alelnöke.

## Tanulmányai
1963-ban érettségizett a Hámán Kató Leánygimnáziumban, majd felvették az Eötvös Loránd Tudományegyetem Állam- és Jogtudományi Karára, ahol 1968-ben szerzett állam- és jogtudományi doktorátust summa cum laude eredménnyel. Ezen kívül posztgraduális képzésen vett részt a strasbourgi Faculté Internationale pour l'Enseignement du Droit Comparé-n és a hágai Nemzetközi Jogi Akadémián. 
Tudományos pályafutásaE
1968-ban került a Magyar Tudományos Akadémia Állam- és Jogtudományi Intézetébe, ahol először tudományos segédmunkatárs volt, majd munkatárs, főmunkatárs, végül tudományos tanácsadója lett. 1991 és 2011 között az intézet igazgatója. 
1979-ben védte meg az állam- és jogtudományok kandidátusa, 1988-ban akadémiai doktori értekezését. 
Kutatóintézeti állása mellett 1975 és 1981 között az ELTE Állam- és Jogtudományi Kara Nemzetközi Jogi Tanszékén megbízott előadó, 1984 és 1989 között a Nehézipari Műszaki Egyetem nemzetközi jogi tanszékének docense volt, majd 1989-ben megkapta az egyetemi tanári és tanszékvezetői kinevezést. 1999-ben a Széchenyi István Egyetem nemzetközi köz- és magánjogi tanszékének vezetője lett. 1986-ban a New York-i Columbia Egyetemen vendégkutató; több külföldi egyetemen tanított, 2009-ben az Université Panthéon-Sorbonne Paris vendégprofesszora.
Az Acta Juridica Hungarica felelős szerkesztője és az Állam- és Jogtudomány című szakfolyóirat szerkesztője volt. 2000 és 2001 között a Nemzetközi Nukleáris Jogi Társaság elnöke, 2002-ben tiszteletbeli elnök lett.
Kutatási területe a nemzetközi jog, ezen belül a nemzetközi bíráskodás, emberi jogok, valamint nukleáris jog. 
36 magyar és angol nyalvű könyv szerzője, szerkesztője, illetve társszerkesztője, s mintegy 200 tanulmány és cikk szerzője. Munkái magyar, angol és francia nyelven 17 országban jelentek meg. Két könyve kiadói nívódíjban részesült.
2007-ben az MTA levelező tagjává, 2013-ban rendes taggá választották. 2011 és 2017 között az MTA Gazdaság- és Jogtudományok Osztályának elnökhelyettese, 2017-től 2020-ig osztályelnök. Elnöke volt az MTA Ügyrendi Bizottságának, a Tudományetikai Bizottságnak, valamint a Nők a Kutatói Életpályán Elnöki Bizottságnak. 2020-ban az MTA  alelnökévé választották; az Akadémia alapítása óta az első nő ebben a pozicíóban.
1981 és 1984 között a nőkkel szembeni diszkrimináció felszámolásával foglalkozó ENSZ-bizottság tagja volt. Ezenkívül megválasztották a hágai Állandó Választottbíróság, az EBESZ Békéltető és Választottbírósága tagjává, 2013 és 2019 között a Bureau tagja. Tagja az OECD–NEA Nukleáris Jogi Bizottságának, 1998 és 2022 között a  Bureau tagja, illetve a bizottság egyik alelnöke. 2001 óta tagja az 1904-ben Nobel-békedíjjal kitüntetett Nemzetközi Jogi Intézetnek (Institut de droit international), 2009-2010-ben a társaság alelnöke. Több nemzetközi szervezet, így az ENSZ, az EU, a UNDP, az IAEA és az OECD-NEA részére végzett szakértői tevékenységet. Résztvett a  nukleáris károkért való felelősségről szóló 1963. évi bécsi egyezményt módosító jegyzőkönyv és a további kompenzációs alapokról szóló nemzetközi egyezmény kidolgozásában, 1997-ben a szerződéseket elfogadó diplomáciai konferencián a magyar delegáció vezetője.
Az Európai Tudományos és Művészeti Akadémia tagja. Tudóstársai és az MTA kétszer jelölte Széchenyi díjra.

## Díjai, elismerései
- Akadémiai Ifjúsági Díj (1973)
- Akadémiai Díj (1995)
- Deák Ferenc Díj (2010)
- Professor emerita

## Főbb publikációi
- General Reports to the 10th International Congress of Comparative Law, (szerk Péteri Zoltánnal, 1981)
- A nukleáris energia hasznosításának nemzetközi kérdései (1983)
- A hágai Nemzetközi Bíróság döntései (1984)
- The Utilization of Nuclear Energy and International Law (1984)
- Legal Development and Comparative Law (szerk. Péteri Zoltánnal, 1982 és 1986)
- Az államok közötti viták bírói rendezésének története (1990)
- A Nemzetközi Bíróság ítéletei és tanácsadó véleményei 1945–1993 (1995)
- Jogi lexikon (főszerk., Peschka Vilmossal, 1999)
- Nuclear Law under the Sign of Safety and Confidence (szerk., 2002)
- A Nemzetközi Bíróság kötelező joghatósági rendszere (2005)
- Transformation in Hungarian Law 1989–2006 (szerk., 2007)
- Jogi lexikon (főszerk. második bővített és átdolgozott kiadás, 2009)
- Compulsory Jurisdiction in International Law (2014)
- A kötelező nemzetközi bíráskodás kilenc évtizede. Székfoglaló előadások a Magyar Tudományos Akadémián (2014)
- Emberi jogi enciklopédia (szerk., 2018)